# Mangone
Mangone är en ort och kommun i provinsen Cosenza i regionen Kalabrien i Italien. Kommunen hade 1 862 invånare (2018).